# 名取里美
名取 里美（なとり さとみ、1961年7月31日 - ）は俳人。三重県伊勢市生まれ。
神奈川県立湘南高等学校を経て東京女子大学社会学科経済学国際関係論コースを卒業後、野村総合研究所勤務。
19歳より山口青邨、黒田杏子に師事。1989年第一回ラ・メール俳句賞受賞。1997年藍生賞受賞。2002年第二句集『あかり』により第四回駿河梅花文学賞受賞。
山口青邨主宰の俳誌「夏草」、黒田杏子主宰の「藍生」を経て、2023年「あかり」創刊主宰。日本文藝家協会会員、俳人協会評議員、鎌倉ペンクラブ幹事、国際俳句協会会員。『かまくら春秋』の「かまくら春秋　あかり俳壇」選者。
　しばらくは秋蝶仰ぐ爆心地　　　『螢の木』
この句が『精選言語文化』『新編言語文化』（東京書籍）の高等学校国語教科書、「NHK高校講座　言語文化」のテキストに掲載される。「角川ドワンゴ学園」の授業動画・教材に使用される。

## 著書

### 句集
- 『螢の木』（牧羊社　1989）
- 『あかり』（角川書店　2000）
- 『家族』（ふらんす堂　2010）
- 『森の螢』 (角川書店　2020)

### 共著
- 『あなたに贈る愛の花束　俳句』（北溟社　2003）ISBN 4-89448-445-5
- 『鑑賞　女性俳句の世界』（角川学芸出版　2008）ISBN 978-4-04-621163-7
- 『東川町　椅子』（かまくら春秋社　2018）ISBN978-4-7740-0765-6
- 『富山の置き薬』（かまくら春秋社　2020）ISBN978-4-7740-0803-5
- 『未来へつなぐ想い　わたしたちの大磯の歴史』（大磯町　大磯町教育委員会　2022）